# E576 (trasa europejska)
E576 – trasa europejska łącznikowa (kategorii B), biegnącej przez środkową Rumunię. E576 zaczyna się w 

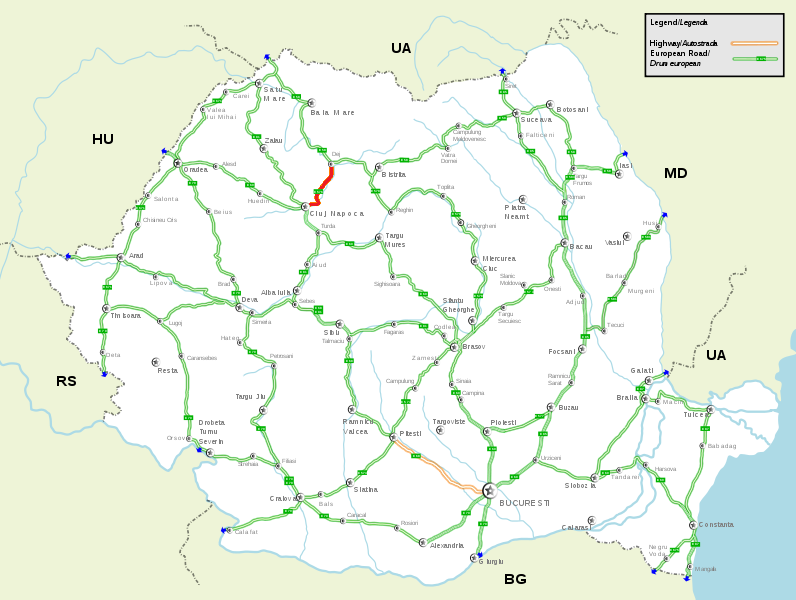
Przebieg drogi

Klużu, gdzie odbija od tras europejskich E60 i E81. Biegnie szlakiem drogi krajowej 1C do Dej, gdzie łączy się z trasą europejską E58.
Ogólna długość trasy E576 wynosi około 61 km.